# Hemgöl (Gärdserums socken, Småland)
Hemgöl är en sjö i Åtvidabergs kommun i Småland och ingår i Storåns huvudavrinningsområde.